# Chicago Blues Festival
Das Chicago Blues Festival ist ein seit 1984 jährlich in Chicago stattfindendes Musikfestival. Mit rund 500.000 Besuchern ist es das meistbesuchte eintrittsfreie Blues-Festival der Welt. Die mehrtägige Veranstaltung Anfang Juni wird vom Chicago Department of Cultural Affairs and Special Events (DCASE) organisiert. Es findet auf mehreren Bühnen im Millennium Park am Lake Michigan statt und ist frei zugänglich. Neben Größen des Chicago Blues werden auch Newcomer präsentiert. 

## Geschichte
Chicago und der Blues haben eine enge gemeinsame Geschichte, besonders seit den 1940er Jahren und der großen Migration aus dem Süden, insbesondere aus der Gegend des Mississippi-Deltas. Viele Menschen zogen nach Norden, um in Chicago bessere Lebensbedingungen zu finden. Darunter befanden sich auch viele Musiker. In Chicago entstanden auch viele lokale Labels, die den Musikern Aufnahmen ermöglichten, so z. B. Bluebird Records. Die 1950er Jahre brachten eine Zunahme der Auftrittsmöglichkeiten für Bluesmusiker in Chicago, so z. B. durch Clubs wie Silvio's, Gatewood's Tavern und dem Flame Club. Im Jahr 1968 wurde der Blues-Club Kingston Mines eröffnet, welcher bis heute Auftrittsmöglichkeiten bietet, und zwar an allen 365 Tagen des Jahres auf zwei Bühnen gleichzeitig. Neben der Clubszene und den Plattenlabels entstand auf der Maxwell Street eine Auftrittsmöglichkeit für Musiker. So entstand im Laufe der Zeit der Chicago Blues.
1984, ein Jahr nach dem Tod von Muddy Waters, der als Vater des Modern Chicago Blues bezeichnet wurde, fand das erste Chicago Blues Festival statt. 

„Since then, the event has been dedicated to celebrating blues as a living tradition, honoring Chicago’s rich blues legacy, and paying homage to the genre’s past, present, and future.“

Namhafte Blues Musiker wie Buddy Guy, Chuck Berry, Junior Wells, Lonnie Brooks, The Staple Singers, Stevie Ray Vaughan, Willie Dixon und viele mehr nahmen bisher am Festival teil.
Der Schwerpunkt liegt auf Chicago Blues, aber auch Soul- oder Bluesrock-Künstler treten auf.

## Chicago Blues Festival 2010
Das Festival fand vom 11. bis 13. Juni 2010 statt.
Auftritte von u. a.
- Jimmy Dawkins und Tail Dragger
- James Cotton Blues Band with special guest Matt “Guitar” Murphy
- David Honeyboy Edwards
- Chicago Blues A Living History featuring Billy Boy Arnold, Billy Branch, John Primer, Lurrie Bell und Carlos Johnson
- Erwin Helfer’s Chicago Boogie Woogie Ensemble
- Vivian, Vance Kelly and the Backstreet Blues Band[5]

## Chicago Blues Festival 2011
Das Festival 2011 fand vom 11. bis 13. Juni 2011 statt.
Auftritte von u. a.
- James “Super Chikan” Johnson
- Little Bobby with Nora Jean Bruso
- Erwin Helfer Band featuring Katherine Davis
- Tribute to Robert Johnson: David “Honeyboy” Edwards, Rick Sherry, Rocky Lawrence, Hubert Sumlin and Duwayne Burnside Band
- Sam Lay Blues Band
- Tribute to Pinetop Perkins featuring Willie “Big Eyes” Smith and Friends
- John Primer
- Shemekia Copeland
- Lonnie Brooks with guests Michael “Iron Man” Burks, Rick Estrin, Ann Rabson and Eddy “The Chief” Clearwater: 40th Anniversary of Alligator Records[6]

## Chicago Blues Festival 2013
Das Festival 2013 fand vom 6. bis 9. Juni 2013 statt.
Auftritte von u. a.
- Shemekia Copeland with special guest Quinn Sullivan
- John Primer and the Real Deal Blues
- Irma Thomas
- Bobby Rush
- Tribute to Howlin’Wolf featuring Eddie Shaw and friends
- Ronnie Baker Brooks
- Otis Clay and the Platinum Band
- The Memphis Soul Revue starring The Bar Kays with Eddie Floyd and Sir Mack Rice
- Lurrie Bell’s Chicago Blues Band
- Chicago Blues: Old School, New Millennium: James Cotton, John Primer, Billy Branch, Eddy “The Chief” Clearwater, Lil’ Ed, Deitra Farr, Demetria Taylor, Matt Skoller, Billy Flynn, Johnny Iguana, Felton Crews, Kenny „Beedy Eyes“ Smith[7]

## Chicago Blues Festival 2017
Das Festival 2017 fand vom 9. bis 11. Juni 2017 statt.
Auftritte von u. a.
- Billy Branch & The Son of Blues
- William Bell
- Theo Huff and the New Agenda Band
- Nellie Tiger Travis
- Gary Clark Jr.
- Rhiannon Giddens
- Ronnie Baker Brooks

## Chicago Blues Festival 2024
2024 fand das Festival vom 6. bis 9. Juni 2024 mit 40 Auftritten und 250 Künstlern statt. 
Auftritte von u. a.
- Buddy Guy
- Shemekia Copeland
- Ronnie Baker Brooks
- Mr. Sipp
- Southern Avenue
- Centennial Tributes to Jimmy Rogers, Dinah Washington and Otis Spann ...

## Bilder

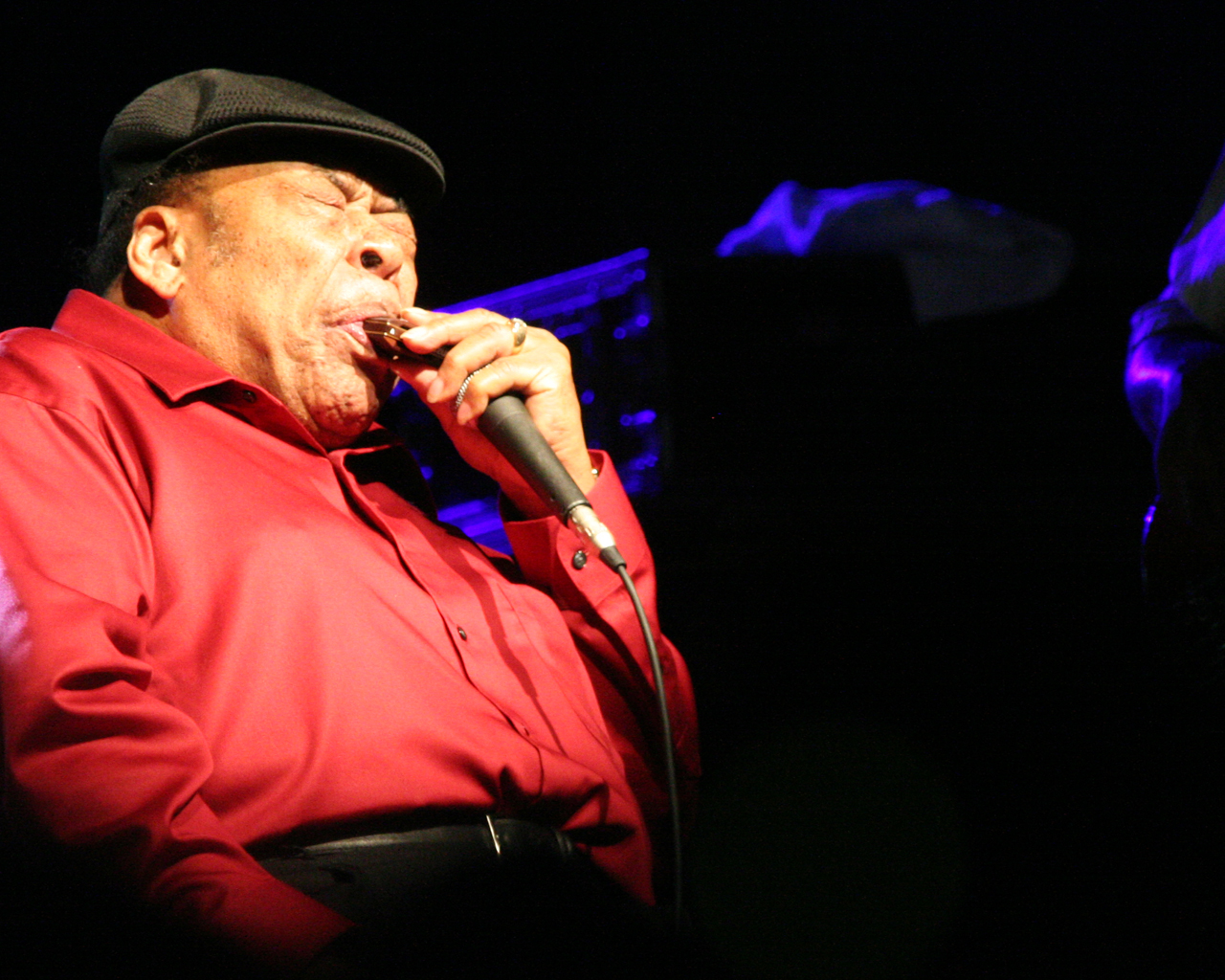
James Cotton
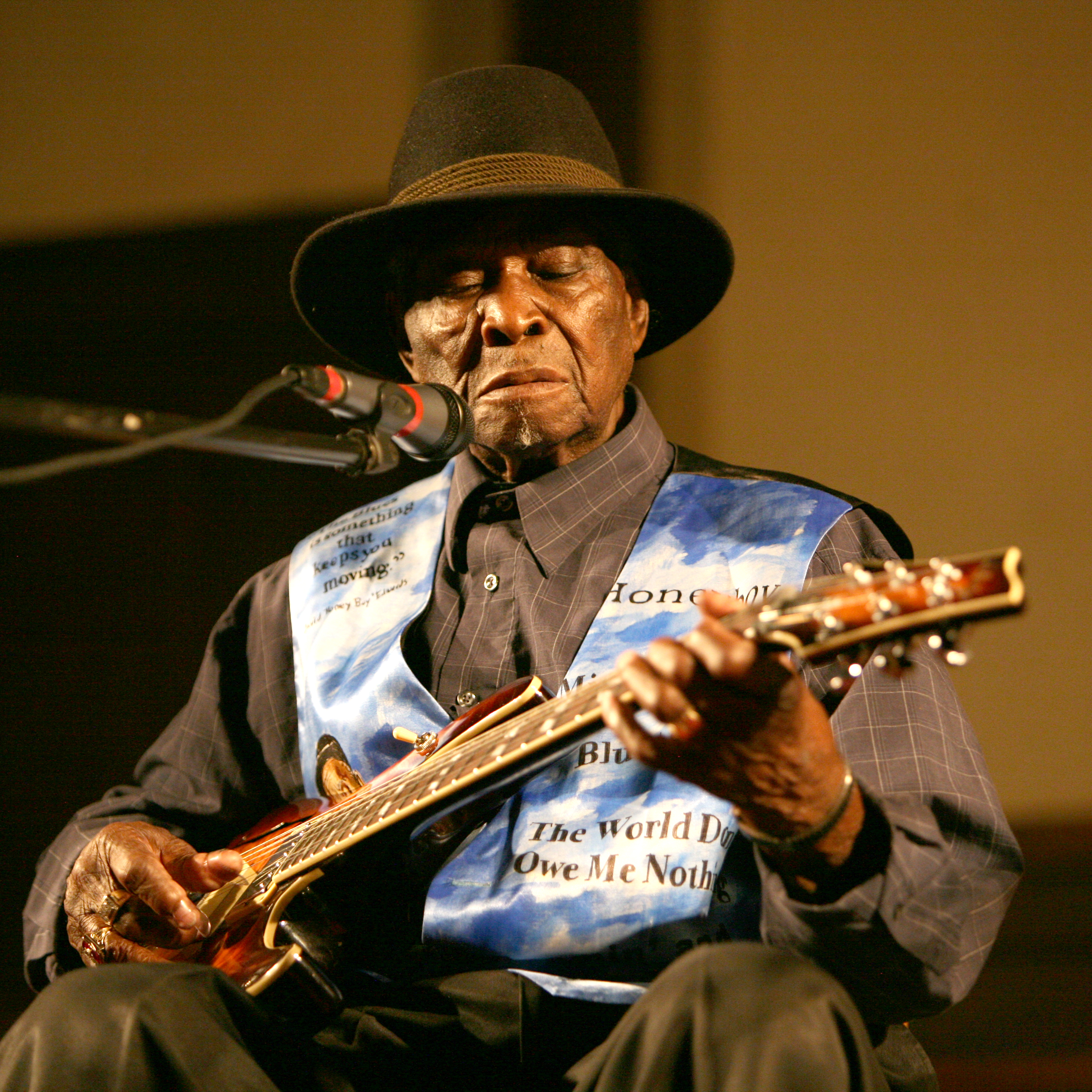
David Honeyboy Edwards
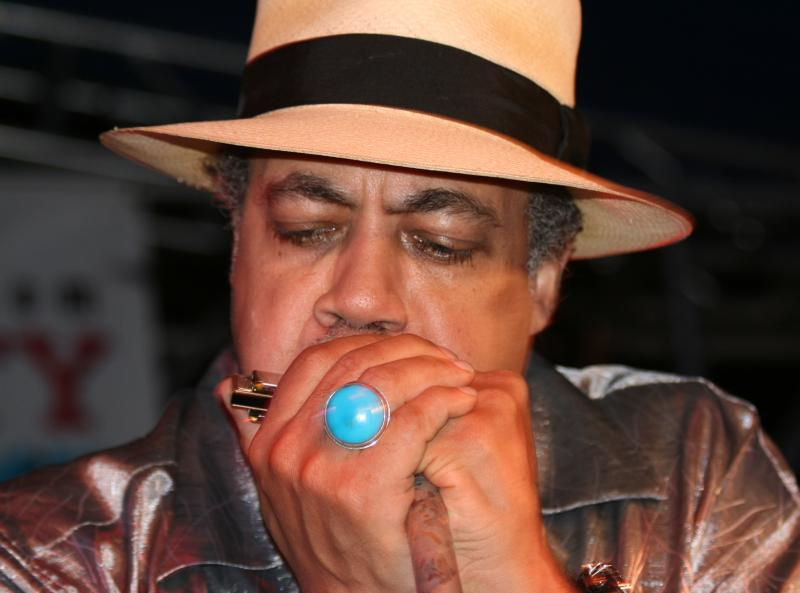
Billy Branch
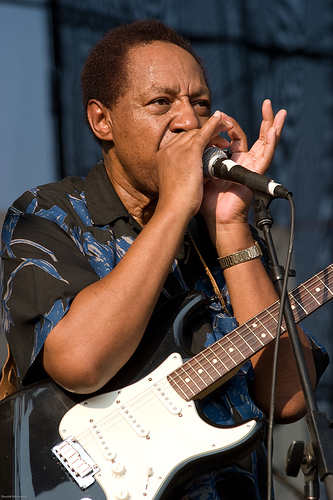
Billy Boy Arnold

## Setliste 1. bis 10. Chicago Blues Festival
| - James Cotton - Junior Wells - Jimmy Rogers - Sammy Lawhorn - Louis Myers - Pinetop Perkins - Calvin Jones - Willie "Big Eyes" Smith - Jerry Portnoy - Carey Bell - Sunnyland Slim Blues Band w/Louis Myers - Robert Stoger - Odie Payne, Jr. - Willie Dixon & the Chicago Blues All Stars - Johnny Winter and the Legendary Blues Band with Special Guests Koko Taylor and James Cotton - Billy Branch and the Sons of Blues - Lurrie Bell - Little Ed Williams - Gloria Hardiman - Johnny B. Moore - Sugar Blue - Valerie Wellington - Erwin Helfer, Blind John Davis, Estella Mama Yancey and Big Time Sarah - Buckwheat Zydeco Ils Sont Parties Band - Bobby Rush - Texas Guitar Showdown featuring Clarence Gatemouth Brown, Albert Collins and Johnny Copeland with Special Guest Brother Jack McDuff - Magic Slim & the Teardrops - Homesick James, Snooky Pryor, Eddie Taylor - Jimmy and Syl Johnson - John Lee Hooker - Bobby Blue Bland | - Stevie Ray Vaughan & Double Trouble - Koko Taylor and Her Blues Machine - Sugar Blue - John Hammond - Luther “Guitar Jr.” Johnson - Johnnie Taylor - Lonnie Brooks - Fenton Robinson & special guest Otis Rush - Eddie „Cleanhead“ Vinson - Pee Wee Crayton - Lowell Fulson - Eddy Clearwater - Buddy Guy’s 43rd Street Show (with Junior Wells, B.B. Odom and the 43rd Street Blues Band) - Etta James - Little Milton Revue - Big Twist and The Mellow Fellows | - Willie Dixon’s Big Three - Otis Rush - Memphis Slim w/ Matt Guitar Murphy - Bo Diddley - Chuck Berry (mit Keith Richards) - Dr. John - Otis Clay and the Chicago Fire - Neville Brothers - Jimmy Johnson Blues Band - The Aces w/ Dave and Louis Myers, Fred Below, Robert jr. Lockwood - Frank Frost - John Lee Hooker (solo) - Gloria Hardiman - Robert Cray Band - Eddie Boyd und Robert Lockwood junior - Albert King - Pops Staples and The Staple Singers |

| - James Cotton with Pinetop Perkins and Jimmy Rogers - The Kinsey Report with Big Daddy - Billy Branch with Sons of Blues and Chictown Hustlers - Cicero Blake - Jimmy Dawkins - Valerie Wellington - James Cotton & Band with Special Guests (u. a. Nick Gravenites) - Katie Webster - Blues From the thirties W/ Jimmy Walker, Homesick James, Yank Rachell, Snooky Pryor und Lefty Bates - Lil’ Ed and The Blues Imperials - Lazy Lester - Sunnyland Slim - Tyrone Davis - Joe Liggins and the Honey Drippers - Albert Collins and the Icebreakers - Snooks Eaglin - Rufus Thomas und Carla Thomas - Carl Perkins with the Sun Session Rhythm Section - Clarence Carter - Denise LaSalle - Little Milton | - Chicago Breakdown: Sunnyland Slim and Barrelhouse Chuck - David Honeyboy Edwards - Chicago Soul: Johnny Christian with Nora Jean - Deuces to Aces: Louis Myers Band w/ Mojo Buford - Artie „Blues Boy“ White - Chicago Breakdown with Pinetop Perkins - Super Chicago guitar Jam featuring Otis Rush and Buddy Guy - Son Seals Blues Band - Koko Taylor and her Blues Machine - Homesick James and friends - Texas Piano Roundup: Alex Moore Sr., Dr. Hepcat, Grey Ghost and Charles Brown - Hohner Blues Harp Jam hosted by Steve Freund Blues Band featuring Snooky Pryor, Chicago Beau, Mojo Buford, Billy Branch - Hank Ballard and the Midnighters - Lonnie Brooks - Charles Brown - Etta James - Albert King - Erwin Helfer and Jimmy Walker - Mose Rascoe und Cephas and Wiggins - Buster Venton - Dion Payton and the 43rd Street blues Band with Joanna Connor - Bonnie Lee with special guest Johnny B. Moore and Eddie C. Campbell - Magic Slim and the Teardrops - Little Willie Littlefield - Fontella Bass with the Oliver Sain Band - Bobby Blue Bland - B.B. King | - Art Hodes’ Chicago Jum Band - Buddy Guy and Junior Wells - Chicago Legends: Jimmy Rogers, Pinetop Perkins und James Cotton - Buddy Guy - John Jackson - Lee Shot Williams - 43rd Street Blues jam featuring Lefty Dizz, Johnny Dollar, and B.B. Odom - Johnny B. Moore Revue - Taj Mahal - A.C. Reed - Lynn White - Solomon Burke - Bois Sec Ardoin - Dr. John - Kanika Kress - Kinsey Report featuring Big Daddy - Saxophone Jam featuring Grady Gaines and Joe Gaines - Rockin’ Dopsie - Tribute to Professor Longhair with Dr. John and Allen Toussaint - Snooks Eaglin - Irma Thomas - Allen Toussaint with Ernie “Mother-in Law” K. Doe, Robert “Barefooti” Parker und Clarence Frogman Henry |

| - Blues in the Schools w/ Billy Branch, Jimmy Walker, and Smokey Smothers - Smokey Smothers w/ David Honeyboy Edwards und Charlie Musselwhite - Sunnyland Slim with friends - Lil Doc - John Watkins - Fenton Robinson - L.V. Johnson w/ special guest - Harmonica Set with Sons of the Blues featuring Billy Branch, Carey Bell, Golden Wheeler - Charlie Musselwhite - Zora Young w/ A.C. Reed - James Cotton - Detroit Jr. - Lovee Lee - Lonnie Pitchford - Lowell Fulson - Bob Margolin - Jerry McCain and Willie Cobbs - West Side Heat - Dave Spector and the Bluebirds featuring Barkin’ Bill hosting Katherine Davis, Mary Lane, Dietra Farr - Foree Superstar - Salute to T-Bone featuring Floyd McDaniels and Zuzu Bollin - Big Daddy with the Kinsey Report - Jay McShann - Otis Clay - Tribute to T-Bone Walker: Lowell Fulson, Otis Rush und Duke Robillard featuring Grady Gaines and Joe Hughes - Moving Star Hall singers - Piedmont Guitar Styles with Archie Edwards, Bones, Barry Lee Pearson and John Cephas - Maxwell Street Jimmy Davis and the Black Lone Ranger - Maxwell Street featuring Dancin’ Perkins, Riler Robinson, L.V. Banks, and Billy Dean. - Brewer Phillips and Ted Harvey with special guest Lil’ Ed - Guitar jam with Magic Slim, Jimmy Dawkins and Lefty Dizz with B.B. Odom - Byther Smith - Saffire – The Uppity Blues Women - Cephas and Wiggins - Cicero Blake - Luther Allison - Nappy Brown w/ Bob Margolin’s Band - Cephas and Wiggins - Ruth Brown - John Lee Hooker | - Masters: Jimmy Walker and Otis Smokey Smothers - Chicago Style Slide Big Smokey, Louis Myers, John Primer, Little Smokey, Sam Lay and Aron Burton - Magic Slim - Manuel Arrington and Big Time Sarah - Boston Blackie - Alligator Records’ 20th Anniversary Salute -Lil’ Ed and The Blues Imperials, Little Charlie & the Nightcats, Son Seals, Lonnie Brooks, Koko Taylor and special guests - Delta Roots: R. L. Burnside, Jack Owens and Bud Spires - Classic Blues and Piano Roots: Sid Wingfield, Big Moose Walker, Henry Butler und Champion Jack Dupree - Ice Cream men featuring John Brimm, Steve Cushing, Big Wheeler - Phil Guy and his Chicago Blues Machine w/ special guests B.B. Odom and Melvina Allen - Champion Jack Dupree - Joe Louis Walker - Jimmy Witherspoon with Groove Holmes - Betty Everett - Homesick James - Tribute to Jimmy Yancey with Erwin Helfer and Art Hodes - Taj Mahal and David Honeyboy Edwards - The Harrington Clan - Snooky Pryor w/ John Nicholas and Derek O’Brien - Robert Jr. Lockwood Band - Sunnyland Slim and His All Star Band - KFFA’ King Biscuit Time - Sonny Payne mc featuring Pinetop Perkins, Robert Jr. Lockwood, Frank Frost and Sam Carr - Echoes of Robert Johnson Featuring Taj Mahal, Robert Jr. Lockwood, Johnny Shines, John Hammond - Jimmy Rogers And the Willie Dixon Family Band | - Das Chicago Blues Festival 1992 wurde mit dem Living Blues Award als bestes Festival 1992 ausgezeichnet. - Blues in the Schools with Billy Branch, Smokey Smothers, Jimmy Walker, and David Honeyboy Edwards - Satan and Adam - Vance Kelly with Jesse Fortune and Mary Lane - The Stone Gas Band featuring Lonnie Shields - Tribute to Willie Dixon featuring Sunnyland Slim, Hubert Sumlin with the Big 4 Band - Sons of Blues with Billy Branch - Jimmy Dawkins with Nora Jean Wallace - Little Milton Campbell Revue - T-Model Ford und Boogaloo Ames - H Bomb Ferguson and Pigmeat Jarrett - Eddie Burns and Clayton Love - J.W. Williams and the ChiTown Hustlers with the Black Lone Ranger - Johnnie Johnson Trio - H-Bomb Ferguson - Robert Ward - Jimmy Johnson - Eddy Clearwater with special guests Johnny Johnson and Carey Bell - LaVern Baker - Clarence Gatemouth Brown - Lonnie Pitchford and Eugene Powell - Eddie Snow and the Snowflakes - Tribute to Lightnin’ Hopkins with Jesse Thomas, John Campbell, Wild Child Butler, Lowell Fulson - Diamonds in Our Own Backyard: Remembering Big Voice Odom featuring Phil Guy, Lee Shot Williams - Booba Barnes with Mamie Galore - Cicero Blake with Chick Rogers - Chicago Rhythm and Blues Kings - Latimore - Ann Peebles with Otis Clay - Albert Collins with Lowell Fulson |

| - Das Chicago Blues Festival 1993 wurde mit dem Living Blues Award als bestes Festival 1992 ausgezeichnet. - Othar Turner’s Mississippi Fife and Drum Band - Erwin Helfer und Jimmy Walker - Yank Rachell w/ Jimmy Walker and Homesick James - Dave Myers, Jr. Wells and Robert jr. Lockwood - Delta Fish Market featuring Boston Blackie, Tail Dragger, Little Wolf, Vernon Harrington - Zora Young and her Blues Posse - Mighty Joe Young’s Blues Band - Ice Cream Men featuring Jimmie Lee Robinson, Golden Wheeler, and Yank Rachell - Dave Specter with Special Guests Jesse Fortune, Robert Jr. Lockwood, and Mighty Joe Young - Big Time Sarah with Jimmy Johnson - Willie Kent with Bonnie Lee, Barkin’ Bill, and Jimmy Dawkins - Jr. Wells Blues Band - Detroit Jr. - Pinetop Perkins 80th Birthday Bash with Chicago Beau and the Blue Ice Band - Youngbloods featuring Fernando Jones & Chip Ratliff, Butch Dixon, James and Tyson Bell, Ronnie and Wayne Baker Brooks, Noel Neal - Chubby and Roy Carrier and the Bayou Swamp Band - Nolan Struck and King Edward Blues Band - West Coast harp Review featuring William Clarke, Curtis Salgado, Mark Hummel - Eddie Shaw and his Wolfgang - Jimmy Walker’s Birthday Celebration w/ Erwin Helfer, Billy Boy Arnold, Pete Crawford and Billy Branch - Jimmy McGriff and Hank Crawford Quartet - Johnny Otis Show - Johnny Copeland with special guests Joe Hughes and Hank Crawford - Mississippi John Hurt Jr. - David “Honeyboy” Edwards - Ken Whitley’s salute to Big Bill and Blind John - Jerry Ricks - Big Bad Smitty with Bennie Smith - Bowling Green John Cephas and Harmonica Phil Wiggins - Guitar Shorty with Casey Jones - Big Bill Broonzy Centennial featuring Sunnyland Slim with Big Four featuring Brother John Sellers and Pops Staples - Little Johnny Taylor - Elvin Bishop with Little Smokey Smothers - The Staple Singers |

## Auszeichnungen
Für die Jahre 1992 und 1993 erhielt das Festival jeweils den Living Blues Award Best Blues Festival.